# Brännrevor
Brännrevor (Loasa) är ett växtsläkte av familjen Loasaceae, främst förekommande i Sydamerikas Ander.
Släktet omfattar drygt 170 ett- eller fleråriga örter eller halvbuskar med gula, vita eller röda blommor i klaselika knippen.
Som prydnadsväxter odlas ofta Loasa hispida med kortskaftade, pardelade blad och gula blommor samt Loasa vulcanica med längre skaftade, 3-figrat delade blad och vita blommor.

## Fotnoter
1. 1 2  Carlquist, Gunnar, red (1937). Svensk uppslagsbok. Bd 17. Malmö: Svensk Uppslagsbok AB. sid. 515
2. ↑  Nationalencyklopedin multimedia plus, 2000 (uppslagsord Brännrevor)